# Čierne nad Topľou
Čierne nad Topľou je obec na Slovensku v okrese Vranov nad Topľou v Prešovském kraji v údolí řeky Topľa. Žije zde 719 obyvatel.

## Části obce
K obci patří také osady Paseky, Bystré a Zlatník.

## Poloha
Obec se nachází v Podslanské pahorkatině v údolí řeky Topľa. Rovinatý, na jihozápadě mírně zvlněný povrch má nadmořskou výšku v rozmezí 147–250 m, střed obce je ve výšce 150 m n. m. Území je tvořeno převážně čtvrtohorními usazeninami a středokarpatským flyšem. Pouze jihozápadní část je zalesněná porosty dubu a habru. Území má aluviální hnědozelené a illimerizované půdy.
Obec sousedí obcemi Skrabské na severovýchodě, Vyšný Žipov na jihovýchodě, Hermanovce nad Topľou na jihozápadě a Bystré na severozápadě.

## Historie
Archeologické nálezy dokládají, že území v údolí řeky Topľa bylo už před příchodem Maďarů osídleno Slovany. 
První písemná zmínka o obci je z roku 1399, kde je uváděna jako Feketepatak, kdy patřila k panství Skrabské. Od roku 1410 náležela panství Čičava. V roce 1557 platila daň z tří port, v roce 1715 měla 18 obydlených a 14 opuštěných usedlostí, v roce 1787 žilo v 59 domch 485 obyvatel, v roce 1828  žilo 712 osob v 97 domech. Obyvatelé se v roce 1831 zúčastnili selského povstání.

## Znak
Blason: v červeném štítu vlevo na trávníku stříbrný pohůnek se zlatým kloboukem a holínkami v pravé ruce stříbrný obrácený bič se zlatou násadou, levou rukou drží rukojeť zlatého pluhu s kolečky a stříbrnou radlicí tažený párem stříbrných volů ve zlaté zbroji.

## Doprava
Územím obce vede silnice I/18 z Prešova do Michalovců. Souběžně se silnicí vede železniční trať Prešov – Humenné.

## Církev a církevní stavby
V roce 1991 bylo v obci 74,7 % věřících evangelíků a. v., 14,5 % věřících římskokatolického vyznání, 2,6 % věřících řeckokatolického vyznání a 0,12 % věřících pravoslavného vyznání.
- Římskokatolický filiální kostel Narození Panny Marie, jednolodní klasicistní stavba se segmentově ukončeným kněžištěm a malou věží na střeše, z let 1792–1793. V roce 1936 byl renovován. Fasády kostela jsou hladké s nárožním zaoblením a půlkruhově zakončenými okny. Věž je zakončena jehlanovou střechou.[9] Farnost náleží k římskokatolické farnosti Skarbské, děkanát Vranov nad Topľou, arcidiecéze košická.[10]
- Evangelická církev a. v. využívá kostel postavený v roce 1977 a náleží k církevnímu sboru Vyšný Žipov, Šarišsko-zemplínského seniorátu.[11]

## Galerie

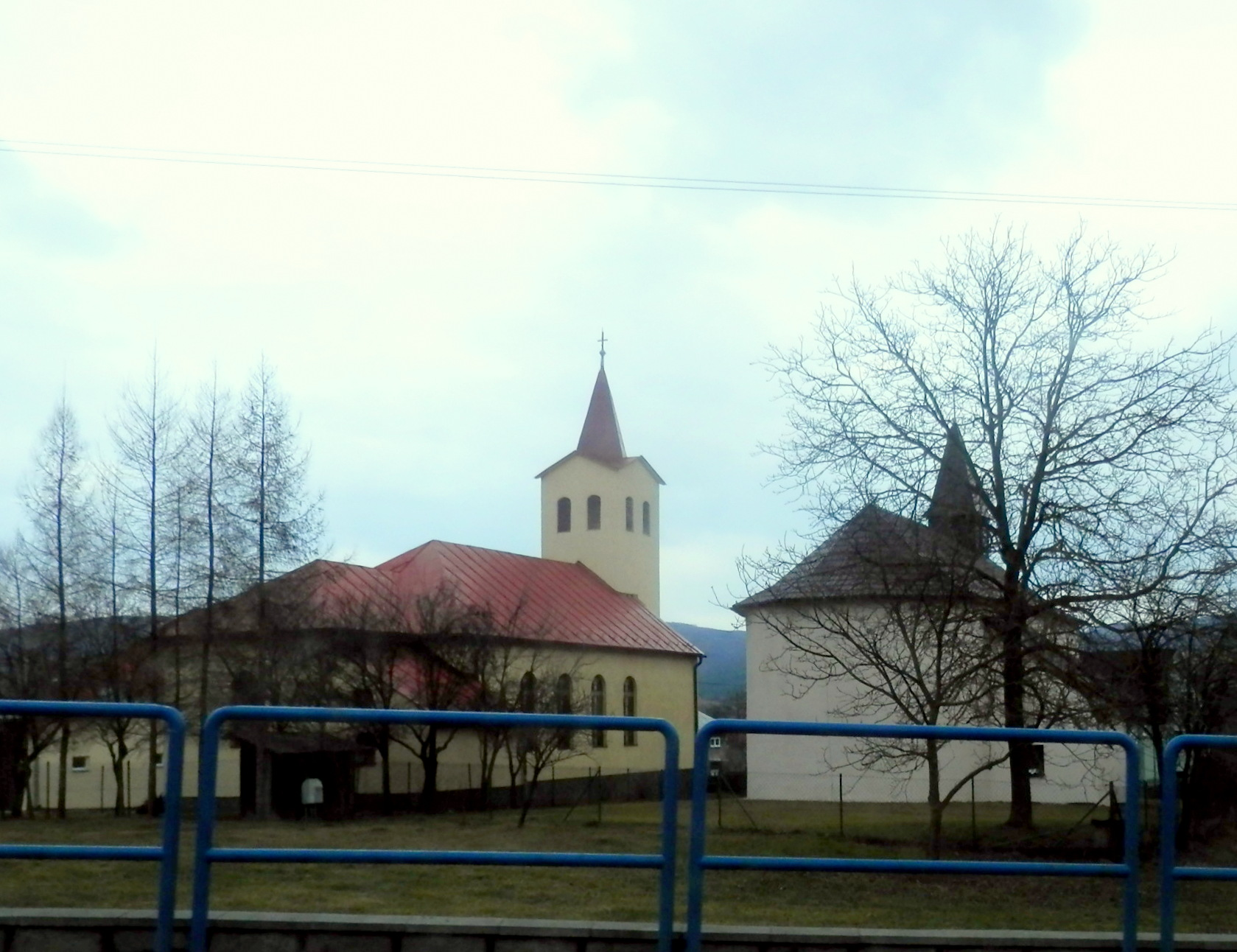
Evangelický (vlevo) a římskokatolický kostel (vpravo)
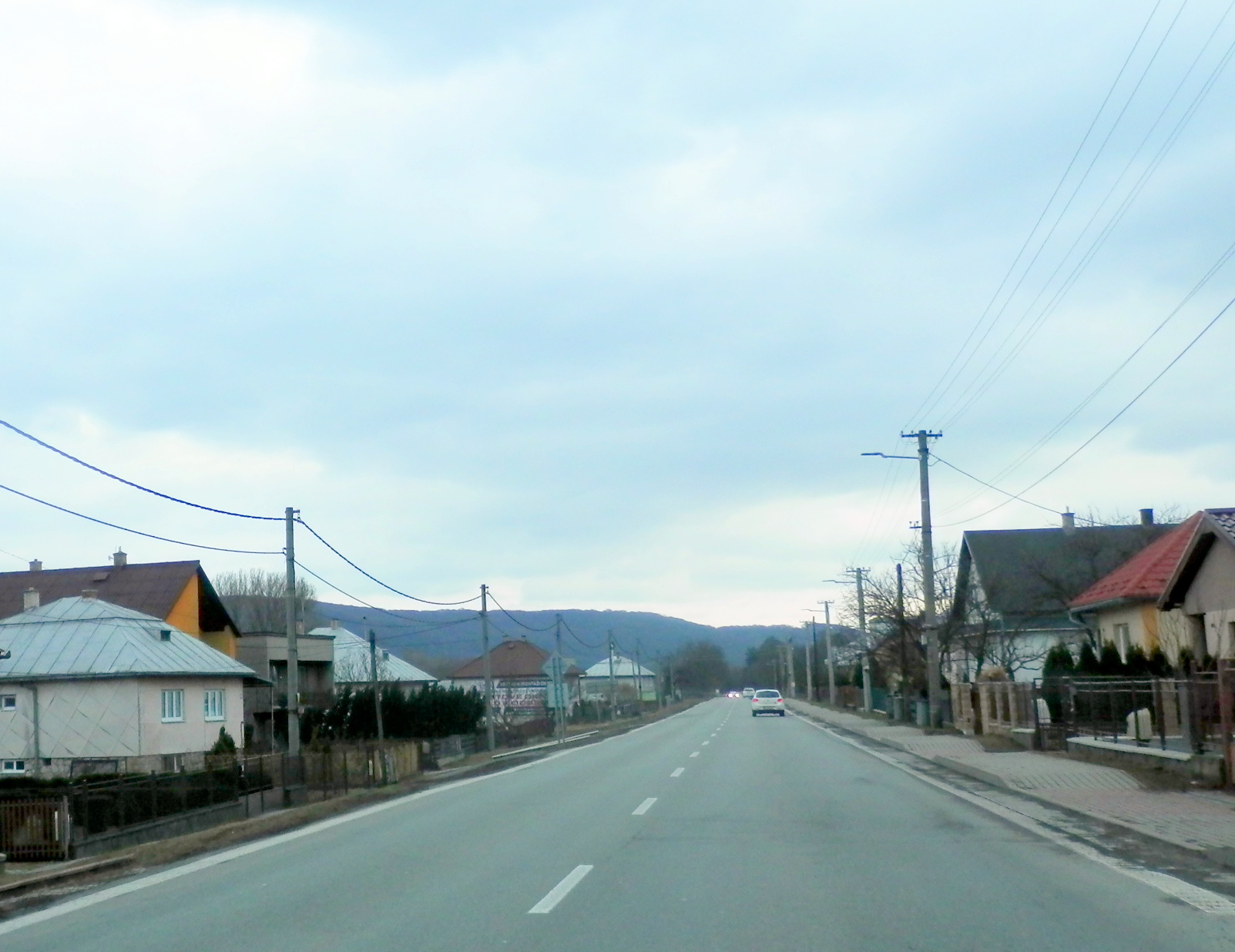
Silnice I/18